# Brevitrygon
Brevitrygon is een geslacht uit de familie van pijlstaartroggen (Dasyatidae), orde Myliobatiformes.

## Soortenlijst
- Brevitrygon heterura (Bleeker, 1852)
- Brevitrygon imbricata (Bloch & Schneider, 1801)
- Brevitrygon javaensis (Last & White, 2013)
- Brevitrygon manjajiae Last, Weigmann & Naylor, 2023
- Brevitrygon walga (Müller & Henle, 1841)